# أكانثوروس فاولري
أكانثوروس فاولري (بالإنجليزية: Acanthurus fowleri) هي سمكة استوائية توجد في الشعاب المرجانية في الفلبين وإندونيسيا وبابوا غينيا الجديدة وجزر سليمان وأستراليا .  وتعرف أيضًا باسم جراح فاولر (بالإنجليزية: Fowler's surgeonfish) أو سمكة جراح الحصان (بالإنجليزية: horse-shoe surgeonfish). 